# Potamochère
Potamochoerus
Genre
Synonymes
- Choiropotamus Gray, 1843[2] [3]
- Koiropotamus Gray, 1843[2] [3]
- Nyctochoerus Heuglin, 1863[2] [3]

Statut de conservation UICN

LC : Préoccupation mineure
Les potamochères (Potamochoerus) sont un genre de mammifères de la famille des Suidae, présents en Afrique.

## Reproduction
La laie met bas dans un « nid » qu'elle prépare dans un épais fourré, le tapissant d'herbe ou de roseaux. Les marcassins viennent au monde noirs ou bruns avec des taches et des rayures blanches ou jaunâtres. Ils ne quittent pas le nid durant les quinze premiers jours ; ils sont sevrés à 3 mois, et perdent leurs rayures claires avant l'âge de 6 mois.

## Description
Le potamochère est le seul grand mammifère présent à la fois sur le continent africain, à Madagascar et sur l'archipel des Comores où il a probablement été introduit, à moins qu'un petit groupe de ces très endurants nageurs n'ait naturellement traversé le canal du Mozambique, peut-être dans des amas d'arbres abattus par les cyclones.
Il fréquente les forêts humides, les savanes, les prairies boisées et humides et les zones marécageuses. Son corps massif et puissant lui permet de pénétrer en force dans les fourrés les plus épais. Comme chez tous les suidés, ses canines supérieures sont retroussées en défenses. Il est souvent appelé sanglier rouge des rivières.
Essentiellement nocturne, il passe souvent la journée à dormir dans sa bauge. Ses pieds portent des glandes dont les sécrétions odorantes lui servent à marquer son territoire et à communiquer avec ses congénères. Il vit en solitaire ou en petits groupes. Ses principaux prédateurs sont les panthères et les pythons de Séba, ainsi que les petits félins, les hyènes et les aigles pour les jeunes.
Le potamochère se nourrit de racines, de bulbes, de champignons, de fruits tombés et d'arachides. Il ajoute également à son menu des insectes, des amphibiens, des reptiles, des œufs et des oisillons.

## Liste d'espèces et sous-espèces
Selon BioLib (13 août 2023) :
- Potamochoerus larvatus (F. Cuvier, 1822)
- Potamochoerus magnus Arribas & Garrido, 2008 †
- Potamochoerus porcus (Linnaeus, 1758)

Selon ITIS (13 août 2023) :
- Potamochoerus larvatus (F. Cuvier, 1822)
- Potamochoerus porcus (Linnaeus, 1758)

Selon Mammal Species of the World (version 3, 2005)  (13 août 2023) :
- Potamochoerus larvatus
  - sous-espèce Potamochoerus larvatus edwardsi
  - sous-espèce Potamochoerus larvatus hassama
  - sous-espèce Potamochoerus larvatus koiropotamus
  - sous-espèce Potamochoerus larvatus larvatus
  - sous-espèce Potamochoerus larvatus nyasae
  - sous-espèce Potamochoerus larvatus somaliensis
- Potamochoerus porcus

Selon NCBI (13 août 2023) :
- Potamochoerus larvatus Cuvier, 1822
- Potamochoerus porcus (Linnaeus, 1758)

Le choeropotame (Potamochoerus choeropotamus) d'Afrique orientale et méridionale n'est pas retrouvé dans toutes les taxonomies[précision nécessaire].